# Dendrogéomorphologie
La dendrogéomorphologie est une sous-discipline de la dendrochronologie qui permet à partir de l'étude des cernes de croissance des végétaux ligneux de mettre en évidence des perturbations récentes et passées du milieu qui seraient passées inaperçues par les modes d'analyse traditionnels. Elle est basée sur la capacité des arbres à réagir aux stress exogènes liées aux modifications de leur milieu de croissance. 
Elle a pour objet d'étude les séries de cernes des arbres, qui sont des enregistrements des variations de croissance de l'arbre en condition naturelle. Elle utilise ainsi des informations qui peuvent être datées par la dendrochronologie pour dater des processus comme des chutes de bloc, éboulement de terrain ou les avalanches.

## Dendrogéomorphologie riveraine
La dendrochronologie permet d’étudier les processus hydrogéomorphologiques qui modifient les conditions de croissance normale de la végétation ligneuse des zones riveraines. Ces processus sont multiples et laissent des indices de leur passage qui permettent de les identifier et de les positionner dans le temps et l’espace. Certaines caractéristiques de l’agent perturbateur peuvent aussi être retracées, comme sa direction, son intensité et les étapes de son développement.
L’étude de l’impact des processus hydrogéomorphologiques peut se faire à l’échelle d’un individu ou d’un peuplement, ce qui implique des méthodes et des résultats différents. L’analyse de perturbations dans le développement individuel d’un arbre est possible lorsque celui-ci a subi des dommages mécaniques directs (abrasion glacielle, piétinement, bris de branches, etc.) ou indirects, par la modification de son milieu de croissance (variation du niveau du sol, inclinaison ou ploiement de la tige). Les processus hydrogéomorphologiques affectent les populations à l’échelle du peuplement en modifiant les patrons de croissance (répartition, diversité spécifique).

### Impacts et indices des processus hydrogéomorphologiques

#### Changement dans le métabolisme
Par le transport de sédiments, le sol peut être appauvri par lavement ou enrichi grâce à un apport extérieur (dépôt). Cela se traduira par une baisse ou un accroissement de la largeur des cernes. Lors d’incidents violents, des arbres peuvent être déracinés ou brisés, créant des trouées où la lumière pénètre facilement. Les arbres encore debout profitent d’un gain compétitif qui résulte en une poussée de croissance. Celle-ci est facilement identifiable grâce à l’augmentation rapide et significative de la largeur des cernes annuels, appelée détente de croissance. 
D’autres indicateurs de ces changements sont les cernes pâles. Ceux-ci sont caractérisés par un nombre réduit de couches de cernes de bois final et des parois cellulaires pauvres en lignine. Les arbres petits, frêles ou tordus poussant dans des environnements normalement favorables indiquent aussi un dérèglement. 

#### Déchaussement du système racinaire
Lorsqu'exposé à l'air libre, une racine développe une morphologie de bois de tige et a une plus forte croissance radiale. En retraçant verticalement la hauteur où les racines ont formé un bois de tige, il est possible de dater, par les cernes de croissance, les différents niveaux atteints par le sol. La distance entre la hauteur actuelle du sol et le dessus de la section exposée de la racine divisée par le nombre d’années depuis sa mise à jour donne le taux d’érosion annuelle et donc une idée de son intensité. 
De plus, des changements anatomiques se produisent à la suite de l'exposition d’une racine. Ceux-ci sont dus à des modifications des paramètres environnementaux (température, pression de sol, luminosité, etc.) et à la plus grande sensibilité aux stress mécaniques découlant de la perte de protection qu’offrait le sol. Si l’érosion est brusque, l’année d’exposition peut être déterminée anatomiquement, par la largeur des cernes de croissance, le nombre de cellules par cerne, la proportion de bois final et le diamètre du lumen dans le bois initial. Pour les mêmes raisons, des changements dans la forme de la racine peuvent être observés dans les années précédant son exposition.

#### Scarification
Une cicatrice est un arrêt de croissance dû à la destruction du cambium à un endroit sur un arbre, causé par un agent extérieur. Les tissus entourant la blessure poursuivent leur croissance (la même année ou l’année suivante) et permettent ainsi de dater à l’année ou la saison l’impact. Éventuellement, la cicatrice se refermera avec la croissance cumulée de nouveau bois.
Il existe une multitude d’agents de scarification et ils se retrouvent dans presque tous les écosystèmes forestiers. En milieu riverain, ils sont habituellement associés à des hausses du niveau de l’eau (marée, crues, inondation). La charge sédimentaire et/ou le matériel flottant entre alors en contact avec la tige des arbres et les endommages. Dans les milieux subarctiques et boréaux les glaces flottantes sont  un agent perturbateur important. Lorsqu’à l’hiver, il y a formation de glace sur un lac ou une rivière et qu’au printemps, la fonte des neiges fait hausser les niveaux d’eau, les glaces disloquées seront poussées par le vent contre les arbres. Elles frottent alors sur les tiges et les entaillent, causant des cicatrices glacielles.

#### Ploiement et inclinaison
L’eau peut agir comme agent perturbateur, en modifiant la pente, le bilan sédimentaire (érosion, déposition) ou en créant de la reptation. Comme les arbres sont des végétaux géotropiques (dont la croissance est influencée par la gravité), un balancement de leur centre d’équilibre implique une réponse de l’organisme. En effet, celui-ci développe du bois de réaction, c’est-à-dire une croissance radiale favorisant un côté de l’arbre par l’épaississement en lignine des parois cellulaires. Chez les feuillus, il est appelé bois de tension et se situe en amont du plan d’inclinaison ; chez les gymnospermes, il est appelé bois de compression et se développe à l’aval du plan d’inclinaison. 

#### Bris
Les agents de scarification peuvent dans certaines conditions entraîner des bris, habituellement de tige ou de branche. La croissance est alors arrêtée dans cette partie de l’arbre, ce qui permet de dater l’année de l’événement. Si une branche est étudiée, une coupe radiale peut être effectuée à partir de la cassure jusqu’au tronc. Comme la croissance se poursuit dans la branche à proximité de la tige, la différence entre le nombre de cernes des deux extrémités indique les années écoulées depuis le bris. L’interdatation entre une coupe radiale effectuée à la jonction du tronc et de la branche et d’une autre près de la mène aux mêmes résultats.
Si c’est la tige qui a été affectée, il faut interdater les cernes du tronc avec une chronologie bâtie à partir des arbres  de la région. L’année de cessation de croissance, donc de bris, peut ainsi être retracée à partir des arbres vivants. À la suite d'un bris de tige, certains individus verront de leurs bougeons dormants à leur base se développer à la manière de pousses adventives. Leur nombre d’années depuis éclosion, révélé par le dénombrement de leurs cernes de croissance, équivaut à celui écoulé depuis l’endommagement de l’arbre.

#### Ensevelissement
Lorsqu’il y a hausse de la surface du substrat, le réseau racine se développe dans l’espace nouvellement disponible. Cela se fait par l’entremise de racines épitropiques, qui poussent verticalement à partir d’anciennes racines, ou adventives, qui partent de la portion de la tige nouvellement ensevelie. Cette colonisation est justifiée par les meilleures conditions de croissance qu’offrent les sédiments nouvellement déposés. La quantité d’air disponible est un facteur particulièrement limitant, elle qui décroit en profondeur. Cela explique pourquoi les racines nouvellement établies remplacent éventuellement le système racinaire précédent : l’ancien devient moribond jusqu’à l’arrêt de ses fonctions.  
Une partie d’un arbre ensevelie pour au moins une saison de croissance subira des changements structurels qui permettront de dater l’année de déposition. Le bois de tige prendra l’apparence de bois de racine, i.e. des cellules plus larges, ce qui implique une baisse de densité. On peut aussi retracer les périodes d’ensevelissement à partir des baisses de croissance dans la tige. Celles-ci sont le résultat de l’investissement d’une partie des ressources de l’arbre en vue de rétablir son équilibre perdu. Comme l’organisme utilise de l’énergie pour développer de nouvelles racines, celle-ci ne pourra être utilisée pour assurer une croissance radiale et verticale maximale. 